# Zbigniew Płatek
Zbigniew Płatek (* 31. Juli 1959 in Szczecin) ist ein ehemaliger polnischer Radrennfahrer und nationaler Meister im Radsport.

## Sportliche Laufbahn
Płatek gewann 1981 beim Sieg von Ivan Kučírek und Pavel Martínek die Bronzemedaille im Tandemrennen bei den UCI-Bahn-Weltmeisterschaften in Brno. Sein Partner auf dem Tandem war Ryszard Konkolewski. Er trat auch im Sprint an, schied dort im Achtelfinale aus. Auch 1982 und 1983 war er in beiden Disziplinen bei den Weltmeisterschaften am Start. Den nationalen Titel im Tandemrennen gewann er dreimal: 1981 und 1985 mit Ryszard Konkolewski, 1985 mit Andrzej Michalak. Er startete für den Verein Gryf Szczecin.